# Caesalpinia caladenia
Caesalpinia caladenia är en ärtväxtart som beskrevs av Paul Carpenter Standley. Caesalpinia caladenia ingår i släktet Caesalpinia och familjen ärtväxter. Inga underarter finns listade i Catalogue of Life.